# Hledá se Nemo
Hledá se Nemo (v anglickém originále Finding Nemo) je americký počítačem animovaný film z roku 2003. Autorem scénáře byl Andrew Stanton, který se spolu s Lee Unkrichem ujal i režie. Film byl vyroben studii Walt Disney Pictures a Pixar Animation Studios.
Film vypráví příběh přespříliš ochranářského rybího otce Marlina (samec klauna očkatého – Amphiprion ocellaris; hlas mu propůjčil Albert Brooks), který s další rybkou jménem Dory (bodlok pestrý – Paracanthurus hepatus; Ellen DeGeneres) hledá svého syna Nema (Alexander Gould). Na cestě se Marlin pomalu učí riskovat a uvědomuje si, že jeho syn je schopen se v některých věcech postarat sám o sebe.
Film obdržel velmi pozitivní recenze a vyhrál cenu akademie pro nejlepší animovaný film. I v tržní stránce film uspěl – celosvětově vydělal přes 864 milionů dolarů. Také se stal nejvíce prodávaným filmem na DVD díky 40 milionům prodaných kopií (2006). V roce 2008 ho Americký filmový institut zařadil mezi 10 nejlepších animovaných filmů na světě. Hledá se Nemo se také stal první pixarovským filmem, který neměl premiéru v listopadu.

## Děj
Při Nemově narození přišla o život jeho matka i všichni jeho sourozenci. Nemův táta, který ho vychovával, se od té události stal velmi opatrný a nedovoloval Nemovi podstupovat jakékoliv riziko.
Jednoho dne se Nemo se svými spolužáky povzbuzovali k neplechám. Nemo, podpořený svým vzdorem proti otci, se pustil do splnění úkolu - přeplavat daleko od bezpečí útesu až blízko k hladině a dotknout se dna člunu, který proplouval kolem. Věděl, že by otec nikdy nesouhlasil, a právě proto se do úkolu pustil s odhodláním. Člun ale patřil sportovnímu potápěči, který Nema ulovil pro svoji dcerku do akvária.
S pomocí přátel, které v akváriu poznal, a důmyslného triku se Nemovi podařilo uprchnout zpět do oceánu. Zde hledal spolu s dalšími přáteli cestu domů. Tito noví přátelé Nema, který se nakonec šťastně shledá s otcem, obohatili o cenné zkušenosti. Nemo pochopí, že vzdor dospívajících nemusí vždy skončit tragicky; z nebezpečných situací se mohou dostat spíš vlastní zásluhou než zásluhou svých rodičů. To je také důvod, proč něco takového podstupují.

## Hudba
Hudbu k filmu složil Thomas Newman, bratr Rendyho Newmana, který skládal hudbu skoro ke všem filmům od studia Pixar do té doby, než přišel na svět Hledá se Nemo. Randy Newman tehdy přišel i s nápadem na hudbu do titulků, kterou by zazpíval nějaký tehdy slavný zpěvák. Píseň „Beyond The Sea“ tedy nazpíval Robbie Williams.

## Věnování
Film je věnován památce Glenna McQuinna – animátora, který se podílel na filmu, ale zemřel v roce 2003 pár dní po jeho dokončení. Podle jeho příjmení bylo pojmenováno fiktivní Auto Blesk McQuinn. Glenn McQuinn byl známý animátor z Pixaru. Zemřel na rakovinu.

## Produkce
Film produkoval také velikán z Pixaru John Lasseter, který napsal a zrežíroval film Toy Story: Příběh hraček z roku 1995.

## Pokračování
V červnu 2016 bylo uvedeno do kin pokračování s názvem Hledá se Dory.